# Therkel Mathiassen
Therkel Mathiassen (5. september 1892 i Faurbo – 14. marts 1967 i Søborggård Sogn) var en dansk arkæolog og eskimolog. Han var søn af lærer M. J. Mathiassen i Mullerup og deltager på den 5. Thuleekspedition.

## Opvækst og uddannelse
Som søn af den stærkt historieinteresserede lærer Mathias Jens Mathiassen i Mullerup får Therkel allerede fra barnsben af øjnene op for arkæologien, og især stenalderforskningen, som skulle blive hovedinteressen i hans arkæologiske virke.
I foråret 1900 finder Therkels far ud af at der er et område i den lokale mose, Maglemose, hvor der findes meget forarbejdet flint og knogler. Nationalmuseet kontaktes, og området udgraves af George Sarauw, der konstaterer at der er tale om en boplads fra en dengang ukendt kulturperiode af stenalderen, der efterfølgende opkaldes efter bopladsen og får navnet Maglemosekulturen. Therkel og hans far følger ivrigt med i udgravningerne, og hjælper også til hvor de kan og må.
Therkel valgte at læse naturhistorie og geografi, og kom i sin egenskab af naturhistoriestuderende i 1915 tilbage til Maglemosebopladsen sammen med sin medstuderende Lauge Koch for at efterprøve nogle teorier vedrørende bopladsen, og dén gravning blev afgørende for Therkels beslutning om at hellige sig arkæologien. I 1917 får han sin embedseksamen og sender en ansøgning til Nationalmuseets direktør, Sophus Müller, om at få ansættelse her, men dén plan bryder Müller sig bestemt ikke om, og afviser også Therkel, da der i 1919 skulle besættes yderligere to stillinger.

## Eskimologen
I 1920 overtaler Knud Rasmussen Therkel til at tage med på den 5. Thuleekspedition og det bliver starten på 13 år indenfor eskimologien, hvor Therkel betragtes som grundlæggeren af eskimoarkæologien. På baggrund af fund og udgravninger i den østlige del af det arktiske Canada, og fund fra Alaska påviser Therkel eksistensen af Thule-kulturen, en fangerkultur med faste bopladser. Fra 1929 koncentrerer han sig om Grønlands forhistorie, hvor han opdager en lokalgruppe indenfor Thule-kulturen, kaldet Inugsuk-kulturen, der havde eksisteret i Grønland fra 1200-tallet og frem til 1600-tallet, og som havde haft kontakt med nordboerne på Grønland.
I sommeren 1932 sluttede Therkel Mathiassen sig til Knud Rasmussens 7. Thuleekspedition.
Therkel Matriassen forestod indkøb af eskimoiske sager, lige fra modeller af en kajak og en konebåd, harpuner, kvindedragt, masker og tupilakker (som omhyggeligt blev benævnt og forklaret). Han indsamlede også grundige oplysninger om befolkningens fordeling. Han var af den opfattelse, at meget var blandingskultur, en forvansket rest af den oprindelige livsform og var meget pessimistisk med hensyn til overlevelsen af den gamle inuit-kultur.

## Arkæologen
I 1932 bliver Johannes Brøndsted leder af oldtidsafdelingen på Nationalmuseet, og med ham sker der store ændringer, og der bliver atter taget fat på den videnskabelige side af arbejdet, der ellers havde ligget stille hen under Sophus Müller.
Therkel bliver nu ikke bare tilbudt, men decideret overtalt til at påtage sig ansvaret for stenalderen, hvor han får nyopstillet samlingerne.
Blandt samlingerne finder Therkel blandt andet en lang række bopladsopsamlinger fra området omkring Gudenåen, hvilket, sammen med en række mindre udgravninger førte frem til en idé om at der havde fundets en speciel kulturgruppe langs Gudenåen, også kaldet Gudenåkulturen, der havde været samtidig med Maglemose- og Ertebøllekulturerne (altså dækket en periode på hen ved 3.000 år). Senere forskning har dog vist at pladserne bestod af sammenblandet materiale fra de to perioder.
Therkel foretager dog i slutningen af 1930'erne og starten af 1940'erne en række udgravninger af forskellige stenalderpladser, fortrinsvist fra Maglemosekulturen, på Djursland i Jylland og i Store Åmose på Sjælland. På grund af krigen intensiveres tørveskæringen i de danske moser, hvorfor Therkel vælger at koncentrere sig om Store Åmose, hvor han går systematisk til værks, og både foretager udgravninger, rekognoscerer og gennemgår store privatsamlinger i området, og er også god til at inddrage naturvidenskaben i form af pollenanalytikere og zoologer. Dette er også tilfældet da han udgraver den senpalæolitiske Bromme-boplads.
I 1942 kaster Therkel sig over endnu et forskningsfelt, nemlig landskabsanalysen, hvor han gennemgår to områder, bestående af hhv. Nordvestjylland og Nordvestsjælland hvor han får lavet en samlet oversigt over alt forhistorisk aktivitet i de to områder, således at man kan følge bebyggelsen periodemæssigt gennem hele oldtiden.
Samtidigt hermed foretog han i perioden 1937-1957 en systematisk gennemgang og administration af alle landets fredede fortidsminder efter fredningsloven af 1937.
Han er meget arbejdsom, men imod at tvinge andre, hvilket gør at han selv kommer til at påtage sig meget af det arbejde, som hans medarbejdere egentligt burde have lavet. Han trækker sig tilbage som 70-årig, afholdt af sine medarbejdere, om end måske lidt ensom i sin forskning.

## Hæder
Mathiassen var Ridder af 1. grad af Dannebrog, næstformand i bestyrelsen for Grønlandsk Selskab 1933-51, formand for C 14-komitéen, sekretær for Det kongelige Nordiske Oldskriftselskab, blev medlem af Videnskabernes Selskab 1957, medlem af bestyrelsen for Skibsreder C. Kraemer og Hustru Mathilde Kraemers Grønlands-fond og for Historisk-topografisk Selskab for Gladsaxe Kommune, af Scoresbysund-komitéen og af Geografisk Selskabs råd, Fellow of the American Geographical Society og The Arctic Institute of North America, modtog Det Kongelige Danske Geografiske Selskabs Hans Egede Medaille 1932, var æresmedlem af The Prehistoric Society, Cambridge og medlem af Deutsches Archäologisches Institut.

## Nekrolog
- Helge Larsen: Nekrolog i Tidsskriftet Grønland
- Birte Haagen: "Therkel Mathiassen som etnograf i Østgrønland" (Tidsskriftet Grønland 1995, Nr. 2)

## Forfatterskab
- Therkel Mathiassen: Stenaldertidens Folk (1919)
- Therkel Mathiassen: Med Knud Rasmussen blandt Amerikas Eskimoer (Minder fra 5. Thule-Ekspedition). (Gyldendalske Boghandel 1926)
- Therkel Mathiassen: Archaeology of the Central Eskimoes I. Descriptive part; II. The Thule culture and its position within the Eskimo culture. (Gyldendalske Boghandel, Kjøbenhavn 1927)
- Therkel Mathiassen: Material Culture of the Iglulik Eskimos (1928)
- Therkel Mathiassen: Eskimoerne i Fortid og Nutid (1929)
- Therkel Mathiassen: Archaeological Collections from the Western Eskimos (1930)
- Therkel Mathiassen: Inugsuk (1930)
- Therkel Mathiassen: Ancient Eskimo Settlements in the Kangåmiut Area (1931)
- Therkel Mathiassen: Herregaarde og Godser i det tyvende Aarhundrede (1931)
- Therkel Mathiassen: Prehistory of the Angmagssalik Eskimos (1933)
- Therkel Mathiassen: Geography of Baffin Land and Melville Peninsula (1933)
- Therkel Mathiassen: Archaeology of Disko Bay (1934)
- Therkel Mathiassen: Skrælingerne i Grønland (Udgivet af Udvalget for Folkeoplysnings Fremme. I Kommision hos G. E. C. Gad, København 1935)
- Therkel Mathiassen: Eskimo Archaeology of Julianehaab District (1936)
- Therkel Mathiassen: Gudenaa-Kulturen (1937)
- Therkel Mathiassen: Grønland gennem tusinde Aar (1941)
- Therkel Mathiassen: Dyrholmen, en Stenalderboplads paa Djursland (1942)
- Therkel Mathiassen: Stenalderbopladser i Aamosen (1943)
- Therkel Mathiassen: Vore Herregaarde (1943)
- Therkel Mathiassen: Report of the Fifth Thule Expedition (1945)
- Therkel Mathiassen: Holbæk Amts Herregaarde gennem de sidste halvthundrede Aar (Fra Holbæk Amt, XII binds, 2. aargang, 1946; s. 139-146)
- Therkel Mathiassen: Studier over Vestjyllands Oldtidsbebyggelse (Nationalmuseets Skrifter, Arkæologisk-historisk Række II; København 1948)
- Therkel Mathiassen: Danske Oldsager I (1948)
- Therkel Mathiassen: En senglacial Boplads ved Bromme (1948)
- Therkel Mathiassen: Nordvestsjællands Oldtidsbebyggelse (Nationalmuseets Skrifter, Arkæologisk-historisk Række VII; København 1959)
- Therkel Mathiassen: Nordvestsjælland gennem 10.000 år (1963)

### På internettet
- Therkel Mathiassen: "Arkæologi" (Geografisk Tidsskrift, Bind 27; 1924)
- Therkel Mathiassen: "Foreløbig Beretning om Femte Thule-Ekspedition fra Grønland til Stillehavet. III. Bidrag til Cockburn Lands Geografi" (Geografisk Tidsskrift, Bind 29; 1926)
- Therkel Mathiassen: "Foreløbig Beretning om Femte Thule-Ekspedition fra Grønland til Stillehavet. IV. Southampton Island og dens oprindelige Beboere" (Geografisk Tidsskrift, Bind 30; 1927)
- Therkel Mathiassen: "Foreløbig Beretning om Femte Thule-Ekspedition fra Grønland til Stillehavet. V. Træk af Iglulik-Eskimoernes materielle Kultur" (Geografisk Tidsskrift, Bind 30; 1927)
- Therkel Mathiassen: "Foreløbig Beretning om Femte Thule-Ekspedition fra Grønland til Stillehavet. VI. Knud Rasmussens arkæologiske Samling fra Vesteskimoerne" (Geografisk Tidsskrift, Bind 31; 1928)
- Therkel Mathiassen: "Nordboruiner i Labrador?" (Geografisk Tidsskrift, Bind 31; 1928) (Webside ikke længere tilgængelig)
- Therkel Mathiassen: "Det vingede Naalehus" (Geografisk Tidsskrift, Bind 32; 1929)
- Therkel Mathiassen: "Spørgsmaalet om Eskimokulturens Oprindelse" (Geografisk Tidsskrift, Bind 32; 1929)
- Therkel Mathiassen: "Spørgsmaalet om Eskimokulturens Oprindelse: Et Gensvar" (Geografisk Tidsskrift, Bind 33; 1930)
- Therkel Mathiassen: "Arkæologiske Undersøgelser i Uperniviks Distrikt i Sommeren 1929" (Geografisk Tidsskrift, Bind 33; 1930)
- Therkel Mathiassen: "Arkæologiske Undersøgelser i Sukkertoppens Distrikt i Sommeren 1930" (Geografisk Tidsskrift, Bind 33; 1930)
- Therkel Mathiassen: "Bidrag til Angmagssalik-Eskimoernes Forhistorie" (Geografisk Tidsskrift, Bind 35; 1932)
- Therkel Mathiassen: "Knud Rasmussens Slæderejse-Ekspeditioner og Oprettelsen af Thule-Stationen" (Geografisk Tidsskrift, Bind 37; 1934)
- Therkel Mathiassen: "Et Østgrønlands-Jubilæum" (Geografisk Tidsskrift, Bind 38; 1935)
- Therkel Mathiassen: "Thule-Disiriktels Arkæologi. Erik Holtved: Archaeological Investigations in the Thule District I-II. Meddelelser om Grønland, Bd. 141, Nr. I—S. 1944" (Geografisk Tidsskrift, Bind 47 (1944)
- Therkel Mathiassen: "Eskimoernes sammentræf med nordboerne i Grønland" (Tidsskriftet Grønland 1953, Nr. 4)
- Therkel Mathiassen: "Sermermiut" (Tidsskriftet Grønland 1964, Nr. 5)